# Pierre Besset
Pour les articles homonymes, voir Besset (homonymie).
Pierre Besset, né le 17 février 1907 à La Ricamarie (Loire), mort le 10 octobre 1979 à Clermont-Ferrand (Puy-de-Dôme), est un syndicaliste et homme politique français. Membre du PCF il est député du Puy-de-Dôme durant toute la Quatrième République.

## Biographie
Fils d'un ouvrier mineur et d'une couturière, Pierre Besset obtient son certificat d'études primaires, et devient tourneur sur métaux puis peintre en bâtiment. Il se syndique en 1924 à la CGTU et adhère la même année à la Jeunesse communiste. Travaillant à Saint-Étienne il fait à cette époque, une rencontre, qu'il dit déterminante, avec le leader syndical Benoît Frachon. Son activité syndicale lui vaut de faire plusieurs métiers afin d'avoir du travail. Il devient ensuite permanent syndical et se transforme en « commis voyageur du syndicalisme », à Oyonnax, à Nîmes, à Lyon, où en 1934 le Parti communiste français (auquel il a adhéré en 1930) le présente aux élections cantonales. Ainsi il est au début de l'année 1935 en Loire-Atlantique où il anime des grèves à Nantes et aux chantiers navals de Saint-Nazaire.
Ce parcours l'amène, définitivement dans le Puy-de-Dôme, où il nommé secrétaire de l'union locale CGTU de Clermont-Ferrand en juillet 1935. Il est élu après la réunification syndicale de 1936, secrétaire de l'Union départementale CGT du Puy-de-Dôme. Il le reste jusqu'en 1939. Mobilisé, fait prisonnier en juin 1940, il s'évade et revient à Clermont-Ferrand où il anime des activités clandestines. Arrêté en 1941, condamné aux travaux forcés, il s'évade de la prison de Saint-Étienne lors d'une évasion collective en septembre 1943. Il s'engage alors dans les FTP et participe à la Résistance comme responsable interrégional du Front national de la Résistance. En 1944, lors de la Libération il reprend ses fonctions syndicales à Clermont-Ferrand. 
Candidat aux élections à la députation à la première Assemblée constituante (1945) comme tête de liste du Parti communiste français dans le département du Puy-de-Dôme, il est élu. Il est ensuite réélu lors de toutes les élections législatives de la Quatrième République. Il est battu lors des élections de novembre-décembre 1958, mais reste le principal dirigeant départemental du PCF jusqu'en 1967.

### Mandats électoraux
- Député du Puy-de-Dôme : élu le 21 octobre 1945, réélu le 2 juin 1946, le 10 novembre 1946, le 17 juin 1951, le 2 janvier 1956.
- Conseiller municipal de Clermont-Ferrand : 1953 - 1959

### Hommage
Depuis 1991 une rue de Clermont-Ferrand porte son nom.